# Yudetamago
Yudetamago (ゆでたまご) és el nom artístic del duo japonès d'artistes manga format per Takashi Shimada i Yoshinori Nakai. Són coneguts pel manga Kinnikuman, Musculman (Kinnikuman Nisei), i Tatakae!! Ramenman. Els anglesos es refereixen a Yudetamago amb el diminutiu "Yude".